# Michaił Kleczerow
Michaił Kleczerow (bułg. Михаил Клечеров; ur. 3 grudnia 1982 w Bansku) – bułgarski biathlonista, wielokrotny uczestnik mistrzostw świata, brał udział na zimowych igrzyskach olimpijskich w Vancouver.
Michaił Kleczerow zaczął trenować biathlon w 1999 pod wodzą trenera Juriego Mitewa. W tym samym roku zadebiutował w zawodach PŚ, zajmując 101 pozycję w biegu indywidualnym w Hochfilzen. Od 2003 startuje na mistrzostwach świata w biathlonie. W 2006/2007 zdobył swoje pierwsze punkty do klasyfikacji PŚ, zajmując 30 lokatę w biegu indywidualnym w Lahti.

## Osiągnięcia

### Zimowe igrzyska olimpijskie
| 2010 Vancouver/Whistler (Kanada)   | 63. miejsce (IN), 59. miejsce (SP), 44. miejsce (PU), 16. miejsce (RL) |
| 2014 Soczi/Krasnaja Polana (Rosja) | 67. miejsce (IN), 70. miejsce (SP),                                    |

### Mistrzostwa świata
| 2003 Chanty-Mansyjsk (Rosja)        | 56. miejsce (IN), 62. miejsce (SP)                                     |
| 2004 Oberhof (Niemcy)               | 60. miejsce (IN), 81. miejsce (SP)                                     |
| 2005 Hochfilzen (Austria)           | 98. miejsce (IN)                                                       |
| 2005 Chanty-Mansyjsk (Rosja)        | 20. miejsce (RM)                                                       |
| 2006 Pokljuka (Słowenia)            | 20. miejsce (RM)                                                       |
| 2007 Anterselva (Włochy)            | 80. miejsce (IN), 96. miejsce (SP), 18. miejsce (RL)                   |
| 2008 Östersund (Szwecja)            | 73. miejsce (IN), 68. miejsce (SP), 20. miejsce (RL)                   |
| 2009 Pyeongchang (Korea Południowa) | 79. miejsce (IN), 78. miejsce (SP), 11. miejsce (RL)                   |
| 2011 Chanty-Mansyjsk (Rosja)        | 36. miejsce (IN), 50. miejsce (SP), 40. miejsce (PU), 16. miejsce (RL) |
| 2012 Ruhpolding (Niemcy)            | 27. miejsce (IN), 49. miejsce (SP), DNS (PU), 17. miejsce (RL)         |
| 2013 Nove Mesto (Czechy)            | 80. miejsce (IN), 91. miejsce (SP), 9. miejsce (RL)                    |

### Puchar Świata

#### Miejsca w klasyfikacji generalnej PŚ
| Sezon     | Miejsce |
| --------- | ------- |
| 2006/2007 | 85.     |
| 2009/2010 | 100.    |
| 2010/2011 | 62.     |
| 2011/2012 | 47.     |
| 2012/2013 | 89.     |
| 2013/2014 | 99.     |
| 2014/2015 | -       |
| 2015/2016 | 83.     |